# فيليب دايمز

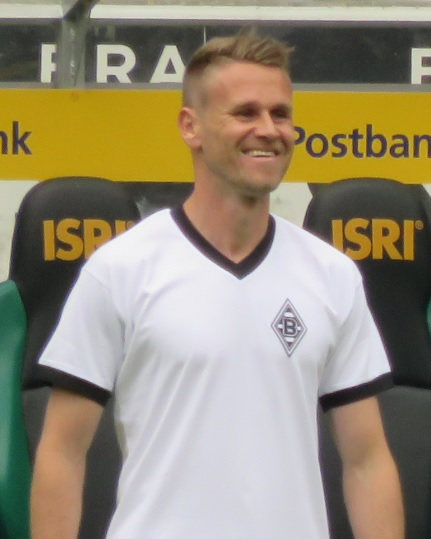

فيليب دايمز (مواليد 31 أكتوبر 1978 في تورنهوت - بلجيكا) لاعب كرة قدم بلجيكي يلعب حاليا لصالح نادي الدرجة الأولى بوروسيا مونشنغلادباخ الألماني منذ 2005 في مركز قلب الدفاع .

## روابط خارجية
- فيليب دايمز على موقع الاتحاد الأوربي (الإنجليزية)
- فيليب دايمز على موقع الاتحاد البلجيكي (الإنجليزية)
- فيليب دايمز على موقع اتحاد تركيا (لاعب) (الإنجليزية)
- فيليب دايمز على موقع قاعدة بيانات كرة القدم.إي يو (الإنجليزية)
- فيليب دايمز على موقع بيانات كرة القدم. دي إي (الألمانية)
- فيليب دايمز على موقع ناشيونال فوتبول تيمز (الإنجليزية)
- فيليب دايمز على موقع Soccerway.com (الإنجليزية)
- فيليب دايمز على موقع كووورة
- فيليب دايمز على موقع AS.com (الإسبانية)